# Nolléval
Nolléval é uma comuna francesa na região administrativa da Normandia, no departamento de Sena Marítimo. Estende-se por uma área de 9,85 km². Em 2010 a comuna tinha 444 habitantes (densidade: 45,1 hab./km²).